# Alfred Orrje
Alfred Tage Orrje, född 3 augusti 1909 i Piteå, död 28 maj 1994, var en svensk väg- och vattenbyggnadsingenjör och företagsledare.
Orrje avlade studentexamen i Uppsala 1929 och utexaminerades från Kungliga Tekniska högskolan 1934. Han var statens stipendiat vid Lantbruksstyrelsen 1934–1938, förste assistent på vattenbyggnadslaboratoriet vid Kungliga Tekniska högskolan 1938, ingenjör vid Väg- och vattenbyggnadsstyrelsen 1938, Allmänna ingenjörsbyrån H.G. Torulf 1939–1947, verkställande direktör för ingenjörsfirman Orrje & Co AB i Stockholm från 1948 samt P. Johansson Ingenjörsbyrå AB i Växjö. Han var även styrelseordförande i Scandiaconsult AB. Han skrev Ekonomisk dimensionering av rörledningar för bevattningsanläggningar (1941) och Kommunal byggnadskalender 1948 (tillsammans med Torsten Gustafsson, 1948).